# Music from the Film More
Music from the Film More (ook More of Soundtrack from the Film More) is het derde album van de Britse band Pink Floyd. Het album werd uitgegeven in 1969. De band werd begin dat jaar uitgenodigd voor het schrijven van de complete soundtrack voor de film More, van regisseur Barbet Schroeder. Het album haalde de 9e plaats van de Britse UK Albums Chart en de 153e in de Amerikaanse Billboard 200.

## Achtergrond
Pink Floyd had al eerder muziek geschreven voor de Britse documentairefilm Tonite Let's All Make Love in London (1967). Op de gelijknamige soundtrack zijn onder andere ook Chris Farlowe, Allen Ginsberg, de Small Faces en Vashti te horen. Tonight! Let's All Make Love in London (1967). Overigens zouden ze een paar jaar later nog eenmaal een soundtrack schrijven, voor de Franse dramafilm La Vallée - eveneens geregisseerd door Schroeder. Die soundtrack is uitgebracht als Obscured by Clouds (1972). More was geen groot kassucces.
Dit album was de eerste gelegenheid voor de band om zonder strenge studiosupervisie (via producer Norman Smith) een eigen album te maken. Het album bestaat uit zestien nummers, die in vijf sessies verspreid over acht dagen zijn geschreven en opgenomen in de Abbey Road Studios te Londen. More bestaat uit akoestische ballades, hardrocknummers ('The Nile Song' en 'Ibiza Bar') en enkele instrumentale nummers. Dit is het eerste album waarop het oorspronkelijke groepslid Syd Barrett niet meer meespeelt. Hij was in 1968 uit de band gezet.

## Nummers
Twee nummers van Pink Floyd die wel, geheel of gedeeltelijk, in de film te horen zijn, belandden niet op de soundtrack; "Seabirds" - met Nick Masons toenmalige vrouw Lindy op pennywhistle - en "Holywood". Verschillende nummers zijn herbewerkingen van nummers van het conceptuele muziekstuk The Man and the Journey (1969). Het gaat om "Green Is the Color" ("The Beginning"), "Cymbaline" ("Sleeping" en "Nightmare") en "Quicksilver" ("Sleeping"). "More Blues" werd later veelvuldig als toegift gespeeld ter afsluiting van concerten. "A Spanish Place" is het eerste door David Gilmour geschreven nummer voor de band.

## Musici
- Roger Waters - basgitaar, zang
- Richard Wright - toetsinstrumenten
- Nick Mason - slagwerk
- David Gilmour - gitaar, zang

## Tracklist
| 1.                 | Cirrus Minor        | Waters                         | 5:18 |
| 2.                 | The Nile Song       | Waters                         | 3:26 |
| 3.                 | Crying Song         | Waters                         | 3:33 |
| 4.                 | Up the Khyber       | Mason, Wright                  | 2:12 |
| 5.                 | Green Is the Colour | Waters                         | 2:58 |
| 6.                 | Cymbaline           | Waters                         | 4:50 |
| 7.                 | Party Sequence      | Gilmour, Mason, Waters, Wright | 1:07 |
| 8.                 | Main Theme          | Gilmour, Mason, Waters, Wright | 5:28 |
| 9.                 | Ibiza Bar           | Gilmour, Mason, Waters, Wright | 3:19 |
| 10.                | More Blues          | Gilmour, Mason, Waters, Wright | 2:12 |
| 11.                | Quicksilver         | Gilmour, Mason, Waters, Wright | 7:13 |
| 12.                | A Spanish Piece     | Gilmour                        | 1:05 |
| 13.                | Dramatic Theme      | Gilmour, Mason, Waters, Wright | 2:15 |
| Totale duur: 44:56 |                     |                                |      |

- MusicBrainz release group: 43d42d00-46fb-3d9c-9612-03d30fb20307

Nummers van Pink Floyd